# Berta Dávila
Berta Dávila (Santiago de Compostela, 31 de diciembre de 1987) es una escritora española en lengua gallega.

## Trayectoria
Novelista y poeta, se inició en el ámbito de la narrativa tras ganar el Premio Biblos de Novela para menores de 25 años. Es ampliamente reconocida como una de las escritoras gallegas de mayor éxito crítico en el panorama literario actual.
Sus novelas más conocidas son O derradeiro libro de Emma Olsen (Premio de Narrativa Breve 2013, Premio de la Asociación Gallega de Editores al mejor libro de ficción) que fue adaptada también como novela gráfica y Carrusel (XXXIV Premio García Barros de Novela y Premio de la crítica española en la modalidad de lengua gallega). También es autora de poemarios como Raíz da fenda, que ganó el Premio Johán Carballeira de Poesía, el Premio de la AELG a mejor poemario de 2013 y también el Premio de la crítica española en la modalidad de poesía en lingua galega 2014). Ha escrito también dos libros infantiles.
Recientemente ha sido galardonada con el premio Xerais de Novela por Os seres queridos (2022), traducido al castellano como Los Seres queridos (2022) por la editorial Destino, perteneciente al Grupo Planeta. 
Es también una reconocida editora. Dirige la editorial independiente Rodolfo e Priscila y es la directora de la colección Rúa do Lagarto de Euseino? Editores, un proyecto dirigido por Carlos Lema, actual director editorial de Editorial Galaxia

## Premios
- Premio Minerva para menores de 18 años (2004).
- Premio Biblos de novela para menores de 25 años (2008).[1]
- XV Premio de Poesía Johán Carballeira do Concello de Bueu (2012) por Raíz da fenda.[2]
- Premio Narrativa Breve de Repsol (2013) por O derradeiro libro de Emma Olsen.[3]
- Premio de la Asociación Gallega de Editores al mejor libro de ficción de 2013 por O derradeiro libro de Emma Olsen.
- Premio de la Crítica española en Lingua Galega 2014 por Raíz da Fenda.[4]
- Premio de la AELG al mejor libro de poemas 2014 por Raíz da fenda.[5]
- Premio XXXI Premio de Novela Manuel García Barros y Premio de la Crítica de narrativa gallega, ambos en 2019, por Carrusel.[6]
- Premio Xerais de Novela (2021)
- Premio Jules Verne de Literatura Xuvenil (2021)

## Obra
- Corpo baleiro (2007, Espiral Maior).
- Dentro (2008, Ed. Fervenza).
- Bailarei sobre a túa tumba (2008, Ed. Biblos). Premio Biblos.
- A arte do fracaso (2010, Ed. Barbantesa). El arte del fracaso. Pulp books
- Raíz da fenda (2013, Edicions Xerais)
- O derradeiro libro de Emma Olsen (2013, Editorial Galaxia) El último libro de Emma Olsen (2014, Mar Maior)
- Carrusel (2019, Editorial Galaxia) Carrusel (2021, Barret)
- Illa Decepción (2020, Editorial Galaxia)
- Os seres queridos (2021) Los seres queridos (2022, Ediciones Destino)
- Un elefante na sala de estar (2021, Editorial Galaxia)
- La herida imaginaria (2024, Ediciones Destino)